# Silvinha unica
Silvinha unica är en skalbaggsart som beskrevs av Vaz-de-mello 2008. Silvinha unica ingår i släktet Silvinha och familjen bladhorningar. Inga underarter finns listade i Catalogue of Life.